# レッドライニング
レッドライニング（英語: red lining）あるいは赤線引きとは、アメリカ合衆国において主に認識されている金融論の概念の1つであり、金融機関が低所得階層の黒人が居住する地域を、融資リスクが高いとして赤線で囲み、融資対象から除外するなどして差別したとされる問題をいう。

## 対応

1937年に発行された、住宅所有者資金貸付会社によるフィラデルフィアの「住宅担保」地図。住宅ローンの危険度に応じて地域を分類している。

1960年代の公民権運動の高まりのなかで、この問題の是正を図るために多くの立法措置が取られた。すなわち人種や宗教による住宅融資の差別などを禁止した1968年公正住居法Fair Housing Actやさらに国籍、年齢、性別による差別も禁止した1974年均等信用機会法Equal Credit Opportunity Actなどである。また1975年の住宅抵当貸付公開法Home Mortgage Disclosure Actは、国政調査の区画により住宅貸付の件数・金額の公開を金融機関に求めた。さらに1977年の地域社会再投資法Community Development Act（CRA）は、地域のクレジットニーズへの対応を金融機関の義務として定め、その達成状況を評価することを金融機関監督機関に課すことになった。
地域社会再投資法CRAについては、金融の業界団体や経済学者の一部からは、市場の競争によって解決するべきものを法律によって規制することに異論が出された。しかし1990年代に入ってから様々な実証研究が行われ、CRA施行後も融資差別が存在・残存することについては合意が成立するようになった（一部に異論はある）。この議論は1992年のロサンゼルス暴動や大統領選挙をはさんで行われ、まさに政治的な争点になり、大統領選挙を制したビル・クリントンは、解決策として地域社会開発銀行community development banks構想を掲げたが、連邦議会は共和党が優勢でその構想の実現は阻まれた。なお地域社会開発銀行のモデルとしては、国内ではシカゴのサウスショア銀行などの事例が、海外についてはバングラデシュのグラミン銀行が挙げられている。
地域社会再投資法が経済合理性に合わないことを銀行に強制するようにも見えることは批判を誘ったが、同法の適用により新たな市場に銀行が目を向けることは社会の変化に合っているとして同法を支持する声が銀行経営者の一部にはある。
日本では山口義行のように地域再生との関係でこのアメリカの地域社会再投資法に学ぼうとする声がある。また地域再投資法が求めていることは、銀行のさらにその元のお金の出し手であるを預金者のレベルでみると、必ずしも地域の預金者の期待するお金の使い方と矛盾していないとの指摘もある。
アメリカの金融論の研究者の間ではこの融資差別問題は長年大きなトピックだったが、近年までこの問題についての日本の学界の関心は低く、ようやく1990年代に入ってこの問題に着目した研究が現れ始めた。なお都市開発の研究者の間では、この問題は都市再開発にいかに地域の資金を取り込むかという視点で注目されている。
ところが日本で注目されるようになって間もない1990年代後半にはいるとアメリカでは住宅バブルが進展し、不動産融資は過熱し問題の性格は180度変質するようになった。低所得層に対して、その返済限度を無視した過大な融資が行われるという指摘が増えるようになった。このような融資は、低所得層の所得や住居を剥がしとる行為であるとして略奪的融資predatory lendingと呼ばれたり、優良顧客(プライム)向け融資と区別する意味でサブプライム融資subprime lendingサブプライムローンと呼ばれている。福光寛はこのような不適切なサービスの供給問題を、サービス供給を行わないといった行為と同様に先進国の金融排除問題として問題にするべきだと主張している。なおこのように過大な融資が安易に行われる背景には、住宅ローンの証券化によりローンのリスクを投資家に転嫁する仕組みが普及したという問題がある。